# Eldora Speedway

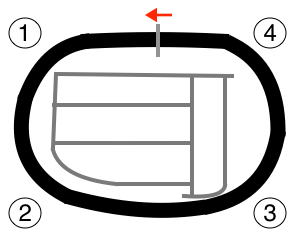
Trazado.

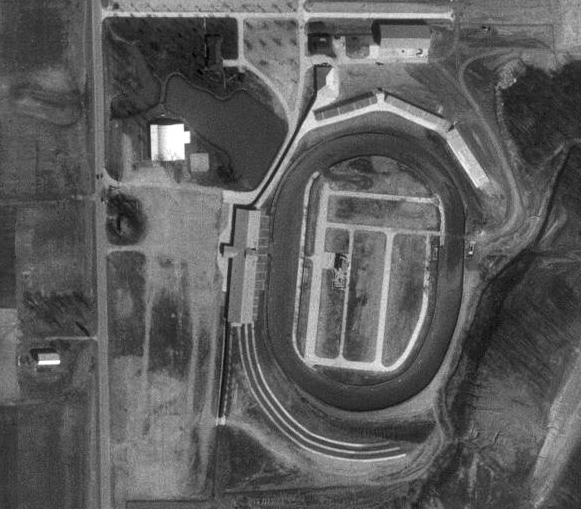
Vista aérea del óvalo de Eldora.

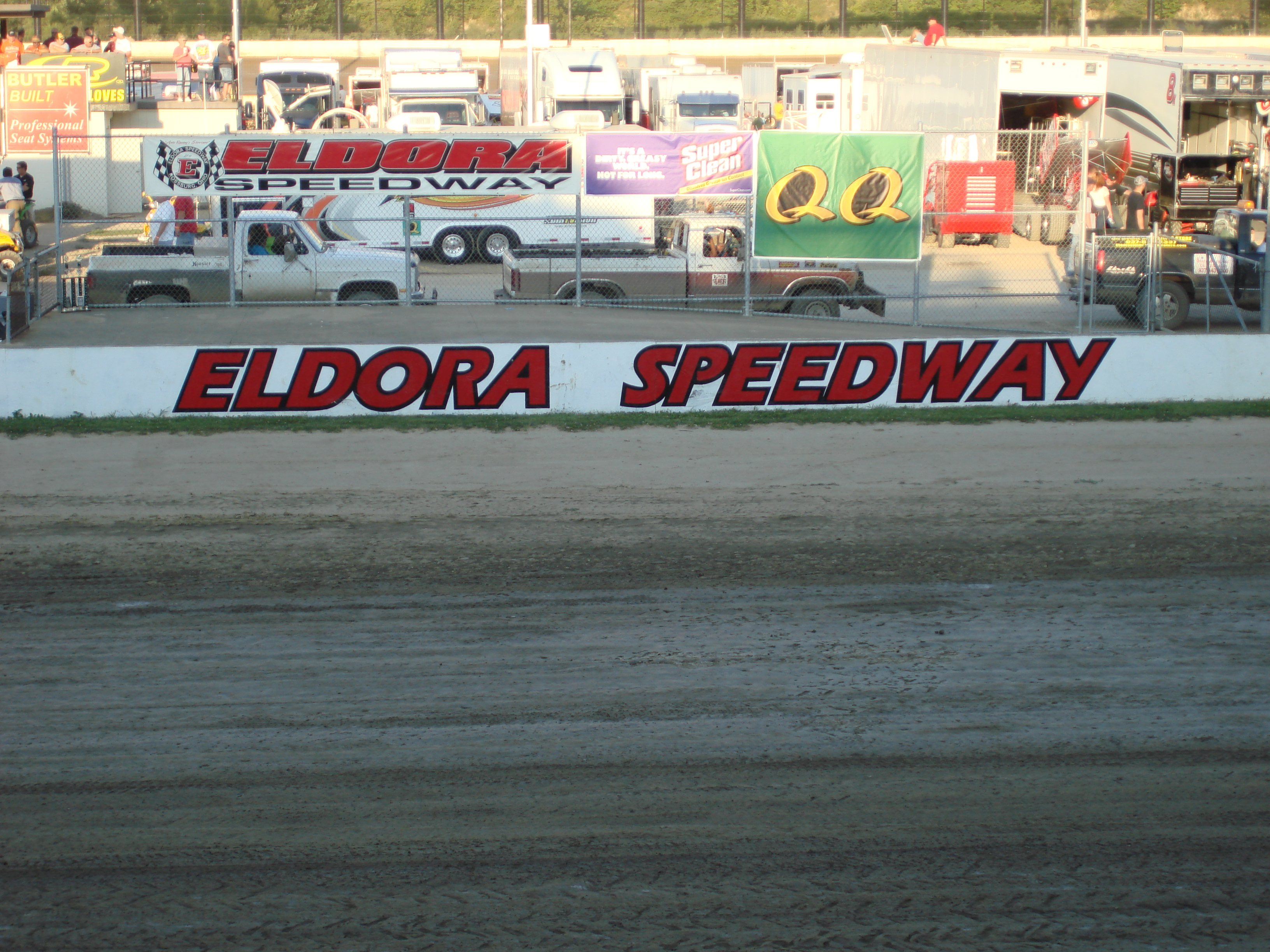
Eldora en 2007.

Eldora Speedway, apodado como el The Big E, y The World's Greatest Dirt Track, (La pista de tierra más grande del mundo) es un óvalo de tierra localizado en New Weston, Ohio. Tiene una longitud de 0.5 millas (804 metros), y sus curvas tienen un peralte de 24 grados, mientras que en las rectas es de ocho grados. Fue construido en 1954 por Earl Batles, que fue propietario del circuito hasta que en 2004, Tony Stewart compró el circuito.
Recibe carreras importantes de distintas competiciones de óvalos sobre tierras, destacando el 4-Crown Nationals (se disputan carreras de USAC Midgets, USAC Sprint Car, USAC Gold Crown y World of Outlaws en un mismo fin de semana), el World 100 y The Kings Royal. Entre 2005 y 2012 fue sede del Prelude to the Dream, una carrera benéfica que ayudaba a distintas organizaciones caritativas, y que reunía a pilotos de NASCAR, IndyCar Series y NHRA.
Desde 2013 Eldora alberga una carrera de la NASCAR Truck Series, llamada Eldora Dirt Derby, siendo el primer óvalo de tierra en recibir una carrera de una división nacional de NASCAR desde 1970. En esta carrera se da el hecho de que corren pilotos que compiten habitualmente en competiciones en pistas de tierra, en algunas veces reemplazando pilotos titulares que no tienen mucha experiencia en estos ovalos.

## Ganadores

### NASCAR Truck Series
| Año  | Piloto              | Equipo                 | Marca     |
| ---- | ------------------- | ---------------------- | --------- |
| 2013 | Austin Dillon       | Richard Childress      | Chevrolet |
| 2014 | Darrell Wallace Jr. | Kyle Busch Motorsports | Toyota    |
| 2015 | Christopher Bell    | Kyle Busch Motorsports | Toyota    |
| 2016 | Kyle Larson         | GMS                    | Chevrolet |
| 2017 | Matt Crafton        | ThorSport              | Toyota    |
| 2018 | Chase Briscoe       | ThorSport              | Ford      |
| 2019 | Stewart Friesen     | Halmar Friesen         | Chevrolet |